# Copa do Mundo de Rugby League de 1960
A Copa do Mundo de Rugby League de 1960 foi a terceira edição do torneio. Assim como a segunda, foi realizada três anos depois da anterior.
Foi realizada pela primeira vez na Grã-Bretanha, que, após ter vencido a edição inaugural, voltou a ser campeã mundial. Como nas edições anteriores, a edição só contou com quatro seleções participantes, em virtude da pequena difusão global em alto nível da modalidade: a anfitriã e campeã Grã-Bretanha, Austrália, França e Nova Zelândia.

## Results

### Primeira rodada
| 24 de Setembro |      |               |                                 |
| Grã-Bretanha   | 23–8 | Nova Zelândia | Odsal, Bradford Público: 20,577 |
|                |      |               | Odsal, Bradford Público: 20,577 |

| 24 de Setembro |       |        |                                     |
| Austrália      | 13–12 | França | Central Park, Wigan Público: 20,278 |
|                |       |        | Central Park, Wigan Público: 20,278 |

### Segunda rodada
| 1 de Outubro |       |               |                                                      |
| Austrália    | 21–15 | Nova Zelândia | Headingley, Leeds Público: 10,773 Árbitro: Eric Clay |
|              |       |               | Headingley, Leeds Público: 10,773 Árbitro: Eric Clay |

| 1 de Outubro |      |        |                                                                |
| Grã-Bretanha | 33–7 | França | Station Road, Swinton Público: 22,923 Árbitro: Édouard Martung |
|              |      |        | Station Road, Swinton Público: 22,923 Árbitro: Édouard Martung |

### Terceira rodada
| 8 de Outubro |     |               |                                    |
| França       | 0–9 | Nova Zelândia | Central Park, Wigan Público: 2,876 |
|              |     |               | Central Park, Wigan Público: 2,876 |

| 8 de Outubro |      |           |                                                          |
| Grã-Bretanha | 10–3 | Austrália | Odsal, Bradford Público: 33,023 Árbitro: Édouard Martung |
|              |      |           | Odsal, Bradford Público: 33,023 Árbitro: Édouard Martung |

### Pontuação final
| Seleção       | Jogos | Vitórias | Empates | Derrotas | Pontos Pró | Pontos Contra | Saldo | Pontos |
| ------------- | ----- | -------- | ------- | -------- | ---------- | ------------- | ----- | ------ |
| Grã-Bretanha  | 3     | 3        | 0       | 0        | 66         | 18            | +48   | 6      |
| Austrália     | 3     | 2        | 0       | 1        | 37         | 37            | 0     | 4      |
| Nova Zelândia | 3     | 1        | 0       | 2        | 32         | 44            | −12   | 2      |
| França        | 3     | 0        | 0       | 3        | 19         | 55            | −36   | 0      |